# Taddeo Della Volpe
Taddeo della Volpe, detto anche il Cavaliere della Volpe, (Imola, 1474 – Venezia, 19 gennaio 1534) è stato un condottiero italiano, noto capitano di ventura e nobile imolese.

## Biografia
Esponente di una nobile famiglia imolese, i conti della Volpe, alla quale appartennero anche il cardinele Francesco Salesio (1844-1916) e il filosofo Galvano (1895-1968), nacque a Imola nel 1474 da Niccolò, nobile di Imola, e da Francesca dei conti di Cantagallo.
La sua carriera militare inizia nel 1498 quando partecipa alla guerra di Firenze contro Pisa. Taddeo è capitano di una compagnia di fanti, sotto il comando di Ottaviano Riario, condottiero dei Fiorentini.

Nel 1499 è membro del Consiglio dei Trenta, massima magistratura della città.

Entra al servizio di Cesare Borgia e nella primavera del 1501 si distingue particolarmente nell'assedio di Faenza. In riconoscenza del suo valore, il Borgia esenta la sua famiglia da pubblici gravami e gli concede in feudo due castelli nel Ducato di Urbino.
Nel novembre 1503 Cesare Borgia viene fatto prigioniero da papa Giulio II. Il della Volpe, assieme a Carlo Baglioni e Michele di Corella, tenta di riportare l'esercito in Romagna, che è rimasta fedele al Borgia, ma nell'attraversare la Toscana cade in un agguato teso dai fiorentini e viene fatto prigioniero assieme agli altri due capi. Rifiuta le offerte di cambiare campo. Liberato, combatte nel regno di Napoli alla testa di alcuni cavalli leggeri al soldo dei francesi. Prende parte alla battaglia del Garigliano.

Nel 1504 è nuovamente documentata la sua presenza nel Consiglio degli anziani d'Imola. Si pone come paciere nelle lotte intestine tra guelfi e ghibellini, rappresentati in città dalle famiglie dei Vajna e dei Sassatelli. L'anno successivo è uno dei Gonfalonieri di giustizia. 

Nel 1507 è armato cavaliere da Giulio II ed è nominato generale comandante delle truppe equestri e pedestri del presidio pontificio di Bologna. Dal 1509 entra al servizio della Repubblica di Venezia, alla quale rimarrà fedele per tutto il resto della vita. Inizialmente partecipa alle campagne militari per il recupero dei territori occupati dal Sacro Romano Impero.
In luglio partecipa alla liberazione di Padova dall'occupazione imperiale (15 luglio 1509), seguita dalla liberazione di Vicenza. Dopo queste e altre importanti operazioni, riceve la carica di comandante delle truppe venete (equestri e pedestri) di stanza in Friuli. In Carnia appronta le difese contro la minaccia dei Turchi ottomani.

Nel 1512 è a Bologna, dove costringe i francesi (alleati della locale famiglia dei Bentivoglio) a lasciare la città. Successivamente comanda la compagnia di soldati che conquista Brescia per riportarla sotto il comando della Serenissima.
Taddeo non recide i legami con la sua patria: visita Imola e riceve visite da imolesi che lo raggiungono a Venezia o in Friuli. Facilita l'arruolamento presso la Serenissima di Giovanni da Sassatello ("Cagnaccio").
Muore a Venezia il 19 gennaio 1534. 
Dopo la morte ebbe l'onore di un monumento sepolcrale e di una statua equestre in rame dorato nella chiesa di Santa Marina. Ebbe un pensiero anche per Imola: lasciò una somma per una lampada da ardere, quotidianamente, davanti all'altare di San Cassiano, patrono di Imola.
Fu un condottiero anche il fratellastro, Cesare della Volpe († 1537).

## Vita privata
Poco si sa della vita privata di Taddeo della Volpe. I soli particolari conosciuti sono la sua relazione con una nobildonna, dalla quale ebbe due figli, Alberto ed Alessandro, ed una certa partecipazione alla vita mondana della Repubblica veneta. 

Fece parte della Compagnia degli Immortali.

## Onorificenze
- Bastone da comando, adorno di fregi argentei figuranti il Leone di San Marco e la Volpe (Venezia, 1510).

## Ascendenza
|                                   |   |                    | Genitori          |  |  | Nonni |  |  | Bisnonni                      |  |  | Trisnonni           |  |
|                                   |   |                    |                   |  |  |       |  |  | Alberto (o Berto) della Volpe |  |  | Uguccio della Volpe |  |
|                                   |   |                    |                   |  |  |       |  |  | Alberto (o Berto) della Volpe |  |  | Uguccio della Volpe |  |
|                                   |   | …                  |                   |  |  |       |  |  | Alberto (o Berto) della Volpe |  |  |                     |  |
| Uguccio della Volpe               |   |                    |                   |  |  |       |  |  | Alberto (o Berto) della Volpe |  |  |                     |  |
|                                   |   | …                  | …                 |  |  |       |  |  |                               |  |  |                     |  |
|                                   |   | …                  | …                 |  |  |       |  |  |                               |  |  |                     |  |
|                                   |   | …                  | …                 |  |  |       |  |  |                               |  |  |                     |  |
| Niccolò della Volpe               |   | …                  |                   |  |  |       |  |  |                               |  |  |                     |  |
|                                   |   | Giovanni Mezzamici | Niccolò Mezzamici |  |  |       |  |  |                               |  |  |                     |  |
|                                   |   | Giovanni Mezzamici | Niccolò Mezzamici |  |  |       |  |  |                               |  |  |                     |  |
|                                   |   | Giovanni Mezzamici | …                 |  |  |       |  |  |                               |  |  |                     |  |
| Antonia Mezzamici                 |   | Giovanni Mezzamici |                   |  |  |       |  |  |                               |  |  |                     |  |
|                                   |   | …                  | …                 |  |  |       |  |  |                               |  |  |                     |  |
|                                   |   | …                  | …                 |  |  |       |  |  |                               |  |  |                     |  |
|                                   |   | …                  | …                 |  |  |       |  |  |                               |  |  |                     |  |
| Taddeo della Volpe                |   | …                  |                   |  |  |       |  |  |                               |  |  |                     |  |
|                                   | … | …                  |                   |  |  |       |  |  |                               |  |  |                     |  |
|                                   | … | …                  |                   |  |  |       |  |  |                               |  |  |                     |  |
|                                   | … | …                  |                   |  |  |       |  |  |                               |  |  |                     |  |
| …                                 | … |                    |                   |  |  |       |  |  |                               |  |  |                     |  |
|                                   |   | …                  | …                 |  |  |       |  |  |                               |  |  |                     |  |
|                                   |   | …                  | …                 |  |  |       |  |  |                               |  |  |                     |  |
|                                   |   | …                  | …                 |  |  |       |  |  |                               |  |  |                     |  |
| Francesca dei conti di Cantagallo |   | …                  |                   |  |  |       |  |  |                               |  |  |                     |  |
|                                   |   | …                  | …                 |  |  |       |  |  |                               |  |  |                     |  |
|                                   |   | …                  | …                 |  |  |       |  |  |                               |  |  |                     |  |
|                                   |   | …                  | …                 |  |  |       |  |  |                               |  |  |                     |  |
| …                                 |   | …                  |                   |  |  |       |  |  |                               |  |  |                     |  |
|                                   |   | …                  | …                 |  |  |       |  |  |                               |  |  |                     |  |
|                                   |   | …                  | …                 |  |  |       |  |  |                               |  |  |                     |  |
|                                   |   | …                  | …                 |  |  |       |  |  |                               |  |  |                     |  |
|                                   |   | …                  |                   |  |  |       |  |  |                               |  |  |                     |  |

## Intitolazioni
- Caserma in via Mazzini a Imola. Vi hanno sede il commissariato e il distaccamento di Polizia stradale di Imola.